# Sordaria tomentoalba
Sordaria tomentoalba är en svampart som beskrevs av Cailleux 1972. Sordaria tomentoalba ingår i släktet Sordaria och familjen Sordariaceae.   Inga underarter finns listade i Catalogue of Life.